# پانتون بیچ (ایلینوی)
پانتون بیچ (به انگلیسی: Pontoon Beach) یک روستا در ایالات متحده آمریکا است که در شهرستان مدیسن، ایلینوی واقع شده‌است. پانتون بیچ ۳۲٫۵۳ کیلومتر مربع مساحت و ۵٬۸۳۶ نفر جمعیت دارد.